# Космо Джарвіс
Гаррісон Космо Крікорян Джарвіс (англ. Cosmo Jarvis) (нар. 1 вересня 1989, Риджвуд, Нью-Джерсі, США) — британський актор і співак. Знявся у фільмах «Леді Макбет» (2016), «Стійка броня» (2019), «Переконання» (2022), «Бойові дії» (2025). З 2024 року грає Джона Блекторна в телесеріалі «Сьоґун».

## Біографія
Джарвіс народився в Риджвуді, штат Нью-Джерсі, в сім'ї американки вірменського походження та батька-британця. Він переїхав до Англії з батьками у віці трьох місяців. У дитинстві він разом із матір'ю та молодшим братом переїхав до Тотнеса, графство Девон. Про відношення до США, Джарвіс заявив: «Я приїхав сюди [в Англію], коли був дитиною. Я ніколи не жив [в Америці]. Я ні з чим тут не відчуваю зв'язку». Джарвіс одружений.

## Кар'єра

### 2010—2013: рання музична кар'єра та The Naughty Room
Джарвіс підтвердив назву свого другого альбому як «Is the World Strange or Am I Strange?» на своїй офіційній сторінці у Facebook. Першим синглом, випущеним з альбому, був «Gay Pirates», який був випущений 23 січня 2011 року. Музичне відео на сингл було знято Джарвісом. Пісня була визнана записом дня та відео дня[відсутнє в джерелі] сайті AOL «Spinner». «Gay Pirates» посів номер 85 у рейтингу Triple J Hottest 100 за 2011 рік, який вийшов у ефір на День Австралії у 2012 році. Сам альбом отримав оцінку 8,5/10 у рецензіях на альбоми Soundblab. В інтерв'ю TNC він оголосив, що почав роботу над своїм першим повнометражним фільмом під назвою «Неслухняна кімната».
Прем'єра фільму відбулася на BBC Four 20 серпня 2012 року, невдовзі після виходу третього студійного альбому Джарвіса під назвою «Think Bigger», фільм містить кілька пісень/варіацій пісень з альбому в саундтреку. Джарвіс гастролював Великобританією наприкінці 2012 року, виступаючи на підтримку Mad Dog Mcrea, для яких він написав пісню «Waiting on the Hill». У комедійному фільмі «Hawk(e): The Movie» (2013) є кілька пісень Джарвіса. У січні 2013 року «Love This» посіла 59 місце в «Triple J Hottest 100, 2012». 20 листопада 2020 року Джарвіс перевидав свій альбом 2012 року «Think Bigger» як «Think Bigger — (2020 Deluxe Edition)», так як альбом 2012 року ніколи не був повністю випущений у всьому світі. Перевидання «Think Bigger» містить усі його 11 оригінальних записів, перероблених до 2020 року, а також ще дев'ять бонусних треків того ж періоду написання, включаючи п'ять пісень, які ніколи раніше не випускались, і чотири акустичні живі «спальні» версії ключових треків «Think Bigger».

### 2015—2023: Прорив
У 2015 році Джарвіс пройшов прослуховування і був обраний на роль Себастьяна в дебютному повнометражному фільмі Вільяма Олдройда «Леді Макбет». Джарвіс зіграв головну роль у двох п'єсах режисера Річарда Джонса, постановці «Волохата мавпа» Юджина О'Ніла в 2017 році в «Armory Park Avenue» у Нью-Йорку та «Зоні сутінків» у театрі «Almeida» в Лондоні.
У 2019 році його роль Арма в незалежному фільмі «Стійка броня» принесла йому номінацію як найкращий актор на 23-й Премії британського незалежного кіно і премії Лондонського гуртка кінокритиків. Адаптований з однойменного оповідання зі збірки «Молоді шкури» Коліна Барретта, «Стійку броню» було сприйнято позитивно, критики високо оцінили як дебютну роботу Ніка Роуленда, так і гру Джарвіса в ролі Дугласа Армстронга. Фільм вийшов у США під назвою «Тінь насильства». У 2020 році Джарвіс був запрошеною зіркою в п'ятому сезоні «Гострих картузів» у ролі персонажа Барні. Після Гострих картузів Джарвіс з'явився в «Нічні», «Кумедне обличчя», «Вечірня година» і «Виховані вовками».
У 2021 році було оголошено, що Джарвіс зіграє разом з Дакотою Джонсон в екранізації Netflix «Переконання» Джейн Остін. Він також отримав роль Джона Блекторна, головну роль разом із Хіроюкі Санадою в мінісеріалі FX «Сьоґун» 2024 року, другій телевізійній адаптації однойменного бестселера Джеймса Клавелла. У 2022 році Джарвіс був номінований на найкращу головну роль у новій гендерно-нейтральній категорії 25-ї Премії британського незалежного кіно за свою гру у фільмі «Воно є в нас усіх». Він також був номінований як найкращий міжнародний актор на Ірландській кіно- та телевізійній премії.

### 2024: «Сьоґун»
Прем'єра мінісеріалу «Сьоґун» від FX відбулася в лютому 2024 року, отримавши визнання критиків у всьому світі. Гра Джарвіса в ролі Джона Блекторна була описана IGN як «сила, з якою треба рахуватися», а The Washington Post написала, що він «блискуче виконує» свою роль англійського моряка в історичній драмі. Empire описав Джарвіса як «переконливого» та «магнетичного». У своїй рецензії Нік Кларк написав для Evening Standard: «Джарвіс — один із тих акторів, які не просто хамелеони — будь-хто, хто бачив його в «Стійкій броні», а потім у „Переконанні“, може засвідчити його здібності до трансформації — але завжди привносить в роль набагато більше, ніж просто вимовляти слова по порядку; Це — очі, за ними багато чого відбувається, і це означає, що він завжди переконливий».
У тому ж році зіграв у австралійській тюремній драмі «Всередині».
У 2025 році зіграв головні ролі в гангстерській драмі «Мудрі хлопці» та воєнному фільмі «Бойові дії».

## Фільмографія

### Кінофільми
| Рік  |   | Українська назва | Оригінальна назва              | Роль                            |
| ---- | - | ---------------- | ------------------------------ | ------------------------------- |
| 2015 | ф |                  | англ. Spooks: The Greater Good | Дані Тасуєв                     |
| 2016 | ф | Леді Макбет      | англ. Lady Macbeth             | Себастьян                       |
| 2017 | ф |                  | англ. The Marker               | Стів                            |
| 2017 | ф | Хантер-Кіллер    | англ. Hunter Killer            | оператор фотометра              |
| 2018 | ф | Анігіляція       | англ. Annihilation             | солдат спеціального призначення |
| 2018 | ф | Фермерство       | англ. Farming                  | Джонсі                          |
| 2019 | ф | Стійка броня     | англ. Calm With Horses         | Дуглас                          |
| 2020 | ф | Вечірній час     | англ. The Evening Hour         | Террі Роуз                      |
| 2020 | ф | Смішне обличчя   | англ. Funny Face               | Соул                            |
| 2022 | ф |                  | англ. It Is In Us All          | Хеміш Консідін                  |
| 2022 | ф | Переконання      | англ. Persuasion               | капітан Фредерік Вентворт       |
| 2024 | ф | Всередині        | англ. Inside                   | Марк Шепард                     |
| 2025 | ф | Мудрі хлопці     | англ. Alto Knights             | Вінсент Джиганте                |
| 2025 | ф | Бойові дії       | англ. Warfare                  | Елліот Міллер                   |
| 2026 | ф | Одіссея          | англ. The Odyssey              |                                 |

### Телебачення
| Рік  |   | Українська назва | Оригінальна назва      | Роль                               |
| ---- | - | ---------------- | ---------------------- | ---------------------------------- |
| 2016 | с |                  | англ. Moving On        | Верно 14 (Епізод "Taxi for Linda") |
| 2016 | с | Люди             | англ. Humans           | Мартін (Епізод #2.3)               |
| 2017 | с | Вєра             | англ. Vera             | Вуді (Епізод "The Blanket Mire")   |
| 2019 | с | Гострі картузи   | англ. Peaky Blinders   | Барні (3 епізоди)                  |
| 2020 | с | Виховані вовками | англ. Raised by Wolves | Кемпіон Стерджес (3 епізоди)       |
| 2024 | с | Сьоґун           | англ. Shōgun           | Джон Блекторн (10 епізодів)        |

## Нагороди і номінації
| Рік  | Нагорода                                   | Категорія                          | Робота            | Результат |
| ---- | ------------------------------------------ | ---------------------------------- | ----------------- | --------- |
| 2017 | 20-та Премія британського незалежного кіно | Найбільш перспективний новачок     | Леді Макбет       | Номінація |
| 2020 | 23-тя Премія британського незалежного кіно | Найкраща чоловіча роль             | Стійка броня      | Номінація |
| 2021 | Премія Лондонського гуртка кінокритиків    | Британський/ірландський актор року | Стійка броня      | Номінація |
| 2022 | 25-та Премія британського незалежного кіно | Найкраща провідна роль             | Воно є в нас усіх | Номінація |
| 2023 | Нагорода Міжнародного товариства кінофілів | Найкраща чоловіча роль             | Воно є в нас усіх | Номінація |
| 2023 | Ірландська кіно- та телевізійна премія     | Найкращий міжнародний актор        | Воно є в нас усіх | Номінація |